# Héctor Zelaya
Pour les articles homonymes, voir Zelaya.
Zelaya  Rivera est un nom espagnol. Le premier nom de famille, en général paternel, est Zelaya ; le second, en général maternel, souvent omis, est Rivera.
Héctor Ramón Zelaya Rivera est un footballeur hondurien né le 12 août 1957 à Trinidad (Santa Bárbara).
En 1977, il participa au premier championnat du monde junior avec son équipe nationale. Il fit partie de la sélection hondurienne qui participa au Mundial 1982. Malgré une carrière écourtée, à l'âge de 24 ans, par une grave blessure, il est connu pour le but qu'il marqua aux Espagnols, lors de la Coupe du monde 1982.